# Patricija Poderytė
Patricija Poderytė (* 1961) ist eine litauische Musikerin und Politikerin, Vizeministerin.

## Leben
Nach dem Abitur an der Mittelschule absolvierte Patricija Poderytė das Diplomstudium an der Lietuvos muzikos ir teatro akademija und wurde Chordirigentin und Musikpädagogin. Später absolvierte sie auch das Masterstudium des Kulturmanagements und Kulturpolitik an der Kunstakademie in Vilnius. Danach arbeitete sie in verschiedenen Bildungs- und Kultureinrichtungen. Ab 2003 leitete sie die Kulturabteilung der Stadtgemeinde Šiauliai. Ab dem 15. Dezember 2014 war sie litauische Vizekultusministerin, Stellvertreterin von Šarūnas Birutis im Kabinett Butkevičius.
Poderytė ist geschieden.